# João de Loureiro

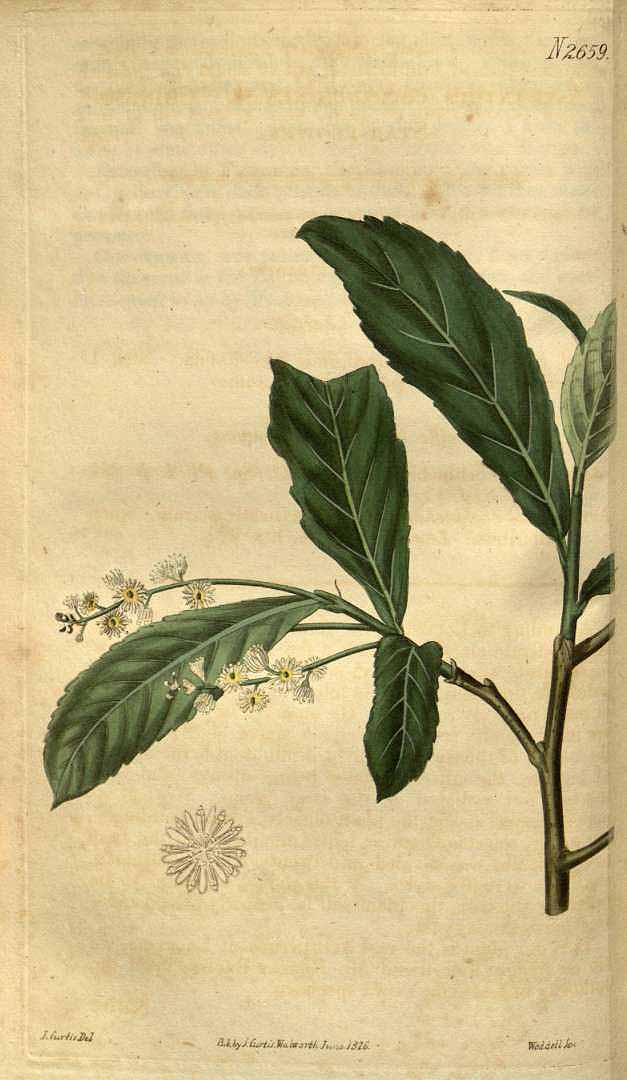
Homalium cochinchinensis (Lour.) Druce, lần đầu tiên được João de Loureiro miêu tả như là Astranthus cochinchinensis.

João de Loureiro (1717-1791) là một nhà truyền giáo dòng Tên, một thầy thuốc, một nhà cổ sinh vật học và đồng thời là một nhà thực vật học người Bồ Đào Nha.
Trước khi tới Đàng Trong ông là nhà truyền giáo tại Goa 3 năm và tại Ma Cao trong 4 năm. Năm 1742, ông đến Đàng Trong thời chúa Nguyễn Phúc Khoát và ở lại đây trong 30 năm. Ông được nhà chúa trọng dụng vì tài toán học của ông nhưng đến năm 1750 ông bị trục xuất. Thay vì trở về châu Âu, João de Loureiro đi chu du vùng Đông Nam Á thu thập nhiều mẫu thực vật và ghi chép cẩn trọng.
Năm 1752 ông trở về Phú Xuân truyền đạo cho đến năm 1777 khi quân chúa Trịnh vào chiếm Thuận Hóa thì mới rời Đàng Trong sang Quảng Châu và trở về Lisboa 4 năm sau đó.
Khi về lại châu Âu ông cho ấn hành tập Flora Cochinchinensis (Thực vật chí Đàng Trong) (1790).
Có nhiều loài được định danh là "loureiroi" để vinh danh ông, chủ yếu là các loài thực vật nhưng loài khủng long Draconyx loureiroi cũng là để vinh danh ông trong vai trò là nhà cổ sinh vật học người Bồ Đào Nha đầu tiên.

## Tác phẩm
- Flora Cochinchinensis: sistens plantas in regno Cochinchina nascentes: quibus accedunt aliae observatae in Sinensi imperio, Africa orientali, Indiaeque locis variis: omnes dispositae secundum systema sexuale Linnaeanum
- Flora Cochinchinensis […] denuo in Germania edita cum notis Caroli Ludovici Willdenow, 1793: Tomus I Lưu trữ ngày 26 tháng 9 năm 2016 tại Wayback Machine; Tomus II Lưu trữ ngày 10 tháng 3 năm 2016 tại Wayback Machine
- On the nature and mode of production of Agallochum or aloes-wood, dịch từ tiếng Bồ Đào Nha sang tiếng Anh, trong Tracts relative to botany, tr. from different languages, London, Phillips and Fardon […], 1805

## Sách về João de Loureiro
- José Maria Braga, 1938. Pe. João de Loureiro: missionário e botânico [5]